# Schlingen der Angst
Schlingen der Angst ist ein 1947 gedrehter Film noir von Douglas Sirk mit Claudette Colbert, Robert Cummings und Don Ameche.

## Handlung
Alison Courtland, eine wohlhabende New Yorkerin, hat keine Ahnung, wie sie in einem Zug nach Boston landete. Als sie ihren Mann Richard anruft, hört die Polizei zu und erfährt von Richard, dass seine Frau ihn mit einer Pistole bedroht hat. Auf einem Heimflug verliebt sich Bruce Elcott in die verheiratete, aber unglückliche Alison. Ihr Ehemann veranlasst Alison, Dr. Rhinehart, einen Psychiater, zu treffen. Aber es stellt sich heraus, dass Rhinehart nicht sein wahrer Name ist. Er ist eigentlich Charles Vernay, ein Fotograf von Richard Courtland, der eine Affäre mit einer anderen Frau, Daphne, hat und hofft Alison für immer loszuwerden.
Der Plan ist Alison zum Selbstmord treiben und ihr Geld erben. Elcott kommt genau rechtzeitig an um Alison, die offensichtlich unter Hypnose steht, von einem Balkonsturz in den Tod zu retten. Elcott entdeckt, dass Vernay der Mann ist, der vorgibt, der Arzt zu sein. Inzwischen versucht Richard, Alison Drogen zu geben und sie dazu zu bringen, den Arzt selbst zu töten. Vernay findet heraus, dass er betrogen wurde. Verney erschießt dann Richard und wird später getötet, indem er durch ein Oberlicht fällt, nachdem er von Elcott gejagt wurde. Es scheint, dass Elcott und Alison glücklich bis ans Ende leben.

## Kritik
„Psychothriller mit melodramatischen Akzenten, gut gespielt, spannend inszeniert und mit stimmungsvoller Kameraarbeit.“

## Veröffentlichung
Schlingen der Angst wurde am 27. Januar 1948 uraufgeführt. Olive Films veröffentlichte es auf Blu-ray am 15. April 2014.